# Phratora
Genre
Phratora est un genre d'insectes coléoptères de la famille des Chrysomelidae.

## Liste d'espèces
Selon Catalogue of Life (29 août 2014) :
- Phratora americana
- Phratora californica
- Phratora frosti
- Phratora hudsonia
- Phratora interstitialis
- Phratora kenaiensis
- Phratora purpurea

Selon ITIS (29 août 2014) :
- sous-genre Phratora (Phratora) Chevrolat in Dejean, 1836

Selon NCBI (7 mars 2023) :
- Phratora atrovirens
- Phratora frosti
- Phratora gracilis
- Phratora interstitialis
- Phratora laticollis
- Phratora polaris
- Phratora purpurea
- Phratora tibialis
- Phratora vitellinae
- Phratora vulgatissima